# Lego Marvel Super Heroes
Lego Marvel Super Heroes – komputerowa przygodowa gra akcji z serii Lego, opracowana przez Traveller’s Tales i wydana przez Warner Bros. w październiku 2013 roku (USA). Jest dostępna na platformach PlayStation 3, Xbox 360, Wii U, PlayStation 4, Xbox One, Microsoft Windows, Android, iOS, Nintendo 3DS, Nintendo DS, PlayStation Vita oraz macOS.
Podczas gry bohaterowie z uniwersum Marvela próbują udaremnić plany Doktora Dooma i Lokiego, którzy łączą siły z wieloma złoczyńcami i próbują podbić Ziemię za pomocą „Doom Ray of Doom” – urządzenia zbudowanego z odłamków deski Srebrnego Surfera. Lego Marvel Super Heroes otrzymała pozytywne recenzje, a w 2017 roku zyskała status najlepiej sprzedającej się gry Lego wszech czasów.

## Fabuła
Srebrny Surfer przylatuje na Ziemię, by poinformować ludzi, że jego mistrz – pożeracz światów, Galactus – ma zamiar unicestwić planetę. Zostaje on schwytany przez Doktora Dooma, a jego deska rozbita na wiele kawałków – kosmicznych cegieł. Nick Fury prosi bohaterów Ziemi o odzyskanie cegieł, zanim wpadną w niepowołane ręce.
Doom wysyła Sandmana i Abominację, aby odzyskali cegły, zostają jednak pokonani przez Iron Mana, Hulka i Spider-Mana. Cegła pozostaje pod opieką Fantastycznej Czwórki, jednak niedługo później Doktor Octopus wykrada ją, a podczas pościgu rzuca Zielonemu Goblinowi. Czarna Wdowa, Hawkeye oraz Spider-Man ścigają go, ale na ich drodze staje Venom, przez co Goblin ucieka.
Iron Man i Hulk walczą w tym czasie z Magneto, Mystique i Szablozębnym, aby uwolnić Lokiego. Wspomagani przez Wolverine’a pokonują zbiegłych więźniów i Szablozębnego, ale Magneto niszczy zbroję Iron Mana i ucieka wraz z Mystique i Lokim. Kapitan Ameryka i Tony Stark udają się do Stark Tower w celu zrobienia nowej zbroi. Po naprawieniu Jarvisa pokonują Mandaryna i Killiana, Loki ucieka jednak z reaktorem łukowym Starka. W międzyczasie Czarna Wdowa i Hawkeye odkrywają, że Czerwona Czaszka i Arnim Zola budują zasilany przez skradziony reaktor portal, którego Loki ma zamiar użyć do podróży do Asgardu. Ludzka Pochodnia, Kapitan Ameryka i Wolverine przybywają, aby pomóc w walce z Czerwoną Czaszką, jednak przypadkowo uszkadzają portal. Wraz z Thorem ścigają Lokiego i dowiadują się, że ten z pomocą Lodowych Gigantów najechał na Asgard i ukradł Tesserakt. Loki wysyła na nich Niszczyciela, ci jednak pokonują go i odzyskują Tesserakt, a Loki ponownie ucieka.
Wolverine zabiera Tesserakt do Instytutu Xaviera, aby mógł go przeanalizować Profesor X. Doom nasyła na nich mutantów, aby odzyskać sześcian. Drużyna X-Men ich pokonuje, jednak Magneto i Mystique kradną Tesserakt. Nick Fury i Fantastyczna Czwórka śledzą ich, a następnie atakują Zamek Dooma, gdzie obezwładniają Zielonego Goblina i ratują Srebrnego Surfera. Doktor Doom i Loki ponownie uciekają. Po namierzeniu Dooma Iron Man, Thor i Spider-Man próbują dostać się do łodzi podwodnej AIM. Muszą zmierzyć się z MODOKiem, lecz z pomocą Jean Grey udaje im się schwytać Dooma. Wtedy Magneto, kontrolując Statuę Wolności, używa jej do ratowania Dooma i przenosi na wyspę pełną dinozaurów, po czym używa skradzionego sześcianu do zasilenia swojej stacji kosmicznej. Kapitan Ameryka, Storm oraz Thing ścigają Magneto i pokonują Rhino oraz Mystique, ale nie udaje im się zapobiec uruchomieniu stacji.
Po wejściu na pokład stacji Iron Man, Thor i Spider-Man toczą walkę z Magneto. Doom obezwładnia Starka i Thora, a Kapitan Ameryka, Thing i Storm próbują pomóc Spider-Manowi w pokonaniu go. Wtedy Loki ujawnia, że manipulował Doomem, by zbudować latającą maszynę zasilaną Tesseraktem, która pozwoli mu kontrolować Galactusa oraz zniszczyć Ziemię i Asgard. Po tym, jak Galactus przybywa, by pochłonąć Ziemię, Loki przejmuje nad nim kontrolę i niszczy stację kosmiczną. Wszystkim na pokładzie udaje się przeżyć. Aby powstrzymać Lokiego i Galactusa, bohaterowie i złoczyńcy jednoczą się. Wspólnymi siłami niszczą kapsułę Lokiego i uwalniają Galactusa spod jego kontroli. Nick Fury odzyskuje Tesserakt, a bohaterowie postanawiają dać złoczyńcom przewagę, aby uniknęli schwytania. Po odbudowie swojej deski Srebrny Surfer odzyskuje moce i opuszcza Ziemię, obiecując, że nie dopuści do pochłonięcia jej przez Galactusa.
W scenie między napisami Fury nadzoruje naprawę Statuy Wolności. Wtedy przybywają spóźnieni Strażnicy Galaktyki, wezwani wcześniej, by pomóc w walce z Galactusem. Star-Lord ostrzega Fury’ego, że coś jeszcze zagraża Ziemi. Następnie podczas lunchu z ekipą budowlaną Fury spotyka Czarną Panterę, która mówi mu, że mieszkańcy Wakandy są wdzięczni.

## Rozgrywka
Lego Marvel Super Heroes jest to przygodowa gra akcji obserwowana z perspektywy trzeciej osoby. Rozgrywka w dużym stopniu opiera się na rozwiązaniach zastosowanych w poprzednich grach Lego. Gracze mogą kontrolować 180 bohaterów z uniwersum Marvela takich jak m.in. Iron Man, Kapitan Ameryka czy Wolverine, a każdy z nich posiada własne, unikalne zdolności. Przeważającym obszarem, na którym gracze się poruszają, jest Nowy Jork w wersji Marvela. Gracze z czasem mogą uzyskiwać dostęp do różnych budynków. Dostępna jest również opcja gry w otwartym świecie – nowojorskim Manhattanie.
W czasie rozgrywki gracz wykonuje misje, na których walczy z napotykanymi na swojej drodze złoczyńcami. Za ukończenie każdej z misji gracz zdobywa złoty klocek. Łącznie można wykonać 15 misji głównych, a później także 11 misji pobocznych. Gracze zbierają też monety, za które później mogą odblokowywać bonusy, pojazdy oraz postaci. Na statku Helikalier możliwe jest stworzenie własnej postaci z unikalnymi zdolnościami, bronią oraz strojem. Dodatkowo w grze dostępne są minigry w postaci wyścigów. Lego Marvel Super Heroes oferuje też możliwość rozgrywki kooperacyjnej dla dwóch osób na podzielonym ekranie.
Zespół tworzący grę dodał do niej również współtwórcę Marvel Comics, Stana Lee. Pojawia się on w misji zatytułowanej „Stan Lee w opałach”, jest także grywalną postacią. Bohater ma kilka umiejętności, takich jak pajęczyna Spider-Mana, połączenie wiązki ciepła Ludzkiej Pochodni i laseru optycznego Cyklopa, zdolność Pana Fantastycznego do rozciągania się czy szkielet z adamantium Wolverine’a.

## Dubbing
Źródło:
- Adrian Pasdar jako Tony Stark / Iron Man
- Roger Craig Smith jako Steve Rogers / Kapitan Ameryka i Human Torch
- Fred Tatasciore jako Bruce Banner / Hulk, Bestia i Doctor Doom
- Travis Willingham jako Thor, Dormammu, Mastermind i Star-Lord
- Laura Bailey jako Czarna Wdowa, Jean Grey / Phoenix i Mystique
- James Arnold Taylor jako Peter Parker / Spider-Man, Profesor X i Srebrny Surfer
- Troy Baker jako Hawkeye i Loki
- Andrew Kishno jako Ghost Rider
- Clark Gregg jako agent Phil Coulson
- Danielle Nicolet jako Storm
- Dave Boat jako rzecz i jad
- David Sobolov jako Drax the Destroyer
- Dee Bradley Baker jako Pan Fantastyczny, Doctor Octopus i Sandman
- Greg Cipes jako Shocker
- James Horan jako Doctor Strange
- JB Blanc jako Kapitan Brytania i Heimdall
- John Bentley jako Nick Fury i Czarna Pantera
- John Dimaggio jako Galactus, J. J. Jameson, Mandaryn i Rocket
- Kari Wahlgren jako Sue Storm i Maria Hill
- Nolan North jako Magneto, Cyklop, Deadpool i Zielony Goblin
- Phil Lamarr jako Blade i Gambit
- Robin Atkin Downes jako Rhino, Punisher i Arnim Zola
- Steve Blum jako Wolverine, Abominacja, Curt Connors / Lizard i Red Skull
- Stan Lee jako on sam

## Produkcja
W styczniu 2013 roku studio Warner Bros. ogłosiło, że powstaje gra z serii Lego, osadzona w świecie Marvela. Ujawniono też, że za opracowanie gry odpowiadać będzie Traveller’s Tales. Potwierdzono również, że gra zawierać będzie ponad 100 grywalnych postaci. Ujawniono, że gra będzie skupiała się na komiksach, zamiast na kinowym uniwersum, z powodu większej swobody wątków różnych postaci. Pod koniec marca 2013 roku, podczas pokazu studio Warner Bros. oraz TT Games zaprezentowali wczesną wersję gry. Twórcy powiedzieli wtedy, że chcą wprowadzić do gry więcej dialogów między postaciami na każdym poziomie, a także możliwość gry w otwartym świecie. Zdradzono też, że gra pokaże starcia odwiecznych wrogów z uniwersum Marvela, np. Hulka z Abominacją. Twórcy mówili też, że mogą sobie pozwolić na więcej niż w poprzednich grach z serii Lego, z racji na nowe generacje konsol. W kolejnych miesiącach ujawniano kolejne postaci z gry, m.in. Czarną Wdowę, Iron Mana, Wolverine’a, Fantastyczną Czwórkę czy Kapitana Amerykę. Jest to też pierwsza gra z serii, w której dodano duże figurki Lego. W kwestii wyboru postaci, twórcy współpracowali z Marvelem, aby wiedzieć, które z nich będą najbardziej popularne. Początkowo postaci miało być o wiele mniej, ale z powodu wolnego miejsca na dysku, zdecydowano o dodawaniu kolejnych. Potwierdzono też, że postacią grywalną będzie również Stan Lee. Była to pierwsza stworzona przez twórców postać. W grze wykorzystano częściowo głosy aktorów z filmów, a częściowo nagrano nowe. W połowie 2013 roku ogłoszono, że główną historię napisze Mark Hoffmeier. W sierpniu wypuszczono pierwszy zwiastun do gry. Tego samego miesiąca, podczas panelu Marvel Video Games ujawniono kolejne postaci z gry oraz obsadę. We wrześniu ukazała się lista dostępnych w grze pojazdów oraz osiągnięć. Gra została wydana w październiku w Stanach Zjednoczonych oraz w listopadzie w Europie na platformy PlayStation 3, Xbox 360, Wii U, PlayStation 4, Xbox One, Microsoft Windows, Android, iOS, Nintendo 3DS, Nintendo DS, PlayStation Vita oraz macOS. Spin-off zatytułowany Lego Marvel’s Avengers został wydany 26 stycznia 2016 roku, a kontynuacja pt. Lego Marvel Super Heroes 2 14 listopada 2017 roku.

## Zawartość do pobrania
Do gry zostały wydane dwa dodatkowe pakiety. Pierwszy, Super Pack, zawiera 7 postaci: Mroczna Phoenix, Zimowy żołnierz, Symbiote Spider-Man, Hawkeye (klasyczny), Beta Ray Bill, Thanos i A-Bomb, dwa pojazdy: Spider Buggy i Hawkeye’s Sky Cycle oraz 10 wyścigów, które można wykonać tylko nowymi pojazdami. Drugi, Asgard Character Pack, został wydany w listopadzie 2013 roku i zawiera 8 postaci: Malekith, Kurse, Sif, Volstagg, Odin, Hogun, Fandral i Jane Foster.

## Odbiór
Gra spotkała się z pozytywnym odbiorem, uzyskując w wersji na konsolę PlayStation 4 według agregatora Metacritic średnią z 22 ocen wynoszącą 83%. Wśród jej mocnych stron recenzenci wymieniali humor, różnorodność misji, postaci i rozgrywkę w otwartym świecie.
Steve Butts z IGN ocenił grę na 9/10, twierdząc, że jest to najlepsza gra Marvela od czasu Marvel: Ultimate Alliance z 2006 roku. Podobnego zdania był Steve Hannley z „Hardcore Gamera”, który przyznał grze ocenę 4/5. Matt Liebl z „GameZone” wystawił ocenę 9/10, stwierdzając, że stanowi ciekawą odmianę w stosunku do złożonych gier sportowych i dynamicznych strzelanek wydawanych na konsole.
Nikodem Sobas z ppe.pl wystawił grze ocenę 8,5/10, chwaląc dodanie otwartego świata. Adam Bednarek z serwisu „Komputer Świat” przyznał 8 punktów na 10, wymieniając wśród jej zalet m.in. humor bohaterów, moce herosów czy możliwość gry w otwartym świecie, a wśród minusów m.in. chaotyczne sceny walki.
Chociaż w większości przypadków gra otrzymała pozytywne recenzje, spotkała się z pewną krytyką, dotyczącą m.in. powtarzalności misji. Chris Barylick z GameSpotu negatywnie ocenił powtarzające się linie dialogowe oraz niezrozumiałe rozwiązania w rozgrywce. Zauważył również, że liczba klatek na sekundę spada, szczególnie po wejściu w tryb współpracy.
Piotr Bajda z portalu gram.pl wystawił ocenę 6/10, podsumowując, że w grze brakuje świeżych pomysłów. Konrad Bosiacki z konsolowe.info skrytykował długość i jakość rozgrywki i stwierdził, że grę polecić można jedynie młodszym odbiorcom.
W 2017 roku prezes Warner Bros. Interactive Entertainment David Haddad stwierdził, że Lego Marvel Super Heroes to najlepiej sprzedająca się gra komputerowa wszech czasów z serii Lego.